# Art Burns
Arthur Leon Burns, detto Art (Washington, 19 luglio 1954), è un ex discobolo statunitense.
In carriera è stato finalista alle Olimpiadi di Los angeles 1984.

## Palmarès
| Anno | Manifestazione      | Sede         | Evento           | Risultato | Misura  | Note |
| ---- | ------------------- | ------------ | ---------------- | --------- | ------- | ---- |
| 1983 | Mondiali            | Helsinki     | Lancio del disco | 8º        | 63,22 m |      |
| 1984 | Olimpiadi           | Los Angeles  | Lancio del disco | 5º        | 64,98 m |      |
| 1987 | Giochi panamericani | Indianapolis | Lancio del disco | 5º        | 59,74 m |      |